# Russell Canouse
Russell Canouse (Lancaster, 11 giugno 1995) è un ex calciatore statunitense, di ruolo centrocampista.

## Caratteristiche tecniche
È un centrocampista centrale che può giocare anche come esterno destro.

## Carriera
Cresciuto nel settore giovanile dei New York Red Bulls, nel 2011 si trasferisce all'Hoffenheim, con cui esordisce il 12 marzo 2016, nella partita di campionato vinta per 1-0 contro il Wolfsburg.
Il 6 luglio viene ceduto in prestito stagionale al Bochum. Il 9 agosto 2017 passa a titolo definitivo al D.C. United, con cui firma un contratto pluriennale.

## Statistiche

### Presenze e reti nei club
Statistiche aggiornate al 10 marzo 2018.
| Stagione             | Squadra              | Campionato           | Campionato | Campionato | Coppe nazionali | Coppe nazionali | Coppe nazionali | Coppe continentali | Coppe continentali | Coppe continentali | Altre coppe | Altre coppe | Altre coppe | Totale | Totale | Totale |
| Stagione             | Squadra              | Comp                 | Pres       | Reti       | Comp            | Pres            | Reti            | Comp               | Pres               | Reti               | Comp        | Pres        | Reti        | Pres   | Reti   |        |
| -------------------- | -------------------- | -------------------- | ---------- | ---------- | --------------- | --------------- | --------------- | ------------------ | ------------------ | ------------------ | ----------- | ----------- | ----------- | ------ | ------ | ------ |
| 2014-2015            | Hoffenheim II        | RL                   | 25         | 0          | -               | -               | -               | -                  | -                  | -                  | -           | -           | -           | 25     | 0      |        |
| 2015-2016            | Hoffenheim II        | RL                   | 26         | 1          | -               | -               | -               | -                  | -                  | -                  | -           | -           | -           | 26     | 1      |        |
| Totale Hoffenheim II | Totale Hoffenheim II | Totale Hoffenheim II | 51         | 1          |                 | -               | -               |                    | -                  | -                  |             | -           | -           | 51     | 1      |        |
| 2015-2016            | Hoffenheim           | BL                   | 1          | 0          | CG              | -               | -               | -                  | -                  | -                  | -           | -           | -           | 1      | 0      |        |
| 2016-2017            | Bochum               | ZL                   | 20         | 1          | CG              | 0               | 0               | -                  | -                  | -                  | -           | -           | -           | 20     | 1      |        |
| 2017                 | D.C. United          | MLS                  | 10         | 0          | USOC            | 0               | 0               | -                  | -                  | -                  | -           | -           | -           | 10     | 0      |        |
| Totale carriera      | Totale carriera      | Totale carriera      | 82         | 2          |                 | 0               | 0               |                    | -                  | -                  |             | -           | -           | 82     | 2      |        |